# 瑞雲水上偵察機
瑞雲水上偵察機(編號E16A)是日本帝國海軍最後的水上偵察機，1941年以"十六試水上偵察機"為題目委託愛知飛行社研製，當中要求最快時速為463公里/小時和最遠航程為2500公里，並要求能掛上250公斤炸彈執行俯衝轟炸和良好的機動性兼任水上戰鬥機。

## 設計特點
瑞雲水上偵察機的設計以高速為主，其機身和機翼都設計成盡可能減少風阻，機身和浮舟之間祇用支柱而不用張線連接，為了兼顧俯衝轟炸機和水上戰鬥機，其機翼裝有俯衝減速板和空戰襟翼，為了能擊落有重裝甲保護的美軍戰機，瑞雲的機頭裝有兩挺20毫米口徑九九式機炮和機身後方的13毫米口徑二年式機槍

## 主要機型
- 瑞雲水偵一一型(E16A1)

主要生產型號
- 瑞雲水偵一二型(E16A2)

1945年推出改用1,560匹馬力的三菱六二型發動機，但祇有1架原型機而無量產

## 基本資料(瑞雲水偵一一型)
- 乘員:2人(駕駛，觀察員兼後部機槍手)
- 機長:10.84米
- 翼展:12.8米
- 機高:4.74米
- 空重:2,713公斤
- 最重:3,800公斤
- 最快速度:448公里/小時
- 航程:2,535公里
- 昇限:10,280米
- 發動機:三菱金星五四型風冷式發動機（1,300匹馬力）
- 武裝:機頭兩挺20毫米口徑機炮+機後1挺13毫米口徑機槍+250公斤炸彈

## 實戰

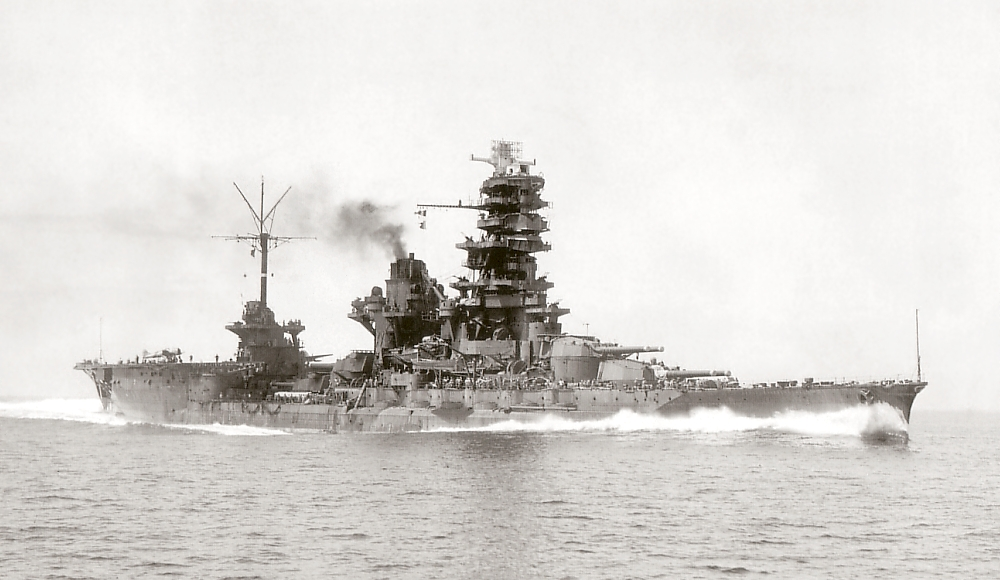
航空戰艦伊勢號上原本計劃載有22架瑞雲水上偵察機

1944年瑞雲首先被派去菲律賓的水上飛機基地，主要對付美軍魚雷艇，1945年沖繩戰役期間瑞雲主要從事巡邏和夜襲行動，至於艦載方面，曾計劃在航空戰艦伊勢號上載22架瑞雲或伊勢號和其同型艦日向號各載11架瑞雲和11架彗星俯衝轟炸機，不過從未實行過

## 使用國家
- 日本